# دیویانا
دیویانا (به صربی: Divljana) یک منطقهٔ مسکونی در صربستان است که در بلا پالانکا واقع شده‌است. دیویانا ۱۴۱ نفر جمعیت دارد.